# Gypona fallax
Gypona fallax är en insektsart som beskrevs av Spångberg 1883. Gypona fallax ingår i släktet Gypona och familjen dvärgstritar. Inga underarter finns listade i Catalogue of Life.